# Кирлібаба
Кирлібаба, чи Кирлибаба (рум. Cârlibaba) — село у повіті Сучава в Румунії. Входить до складу комуни Кирлібаба.

## Розташування
Село знаходиться на відстані 356 км на північ від Бухареста, 84 км на захід від Сучави, 145 км на північний схід від Клуж-Напоки. За Кубійовичем Кирлибаба — південна межа української етнічної території.

## Історія
Давнє українське село південної Буковини. За переписом 1900 року в селі Кирлибаба Кимполунгського повіту були 90 будинків, проживали 375 мешканців: 320 українців, 3 румуни та 41 — німців разом з євреями.

## Населення
За даними перепису населення 2002 року у селі проживали 1058 осіб.
Національний склад населення села:
| Національність | Кількість осіб | Відсоток |
| -------------- | -------------- | -------- |
| румуни         | 888            | 83,9%    |
| українці       | 94             | 8,9%     |
| німці          | 71             | 6,7%     |

Рідною мовою назвали:
| Мова       | Кількість осіб | Відсоток |
| ---------- | -------------- | -------- |
| румунська  | 960            | 90,7%    |
| українська | 75             | 7,1%     |
| німецька   | 19             | 1,8%     |

## Відомі люди
- Левицький Омелян — командант Гуцульської сотні УСС, загинув поблизу села Кирлібаба, похований на сільському цвинтарі біля церкви.